# Kanton Lavardac
Kanton Lavardac (francouzsky Canton de Lavardac) je francouzský kanton v departementu Lot-et-Garonne v regionu Akvitánie. Tvoří ho 11 obcí.

## Obce kantonu
- Barbaste
- Bruch
- Feugarolles
- Lavardac
- Mongaillard
- Montesquieu
- Pompiey
- Saint-Laurent
- Thouars-sur-Garonne
- Vianne
- Xaintrailles